# R3 (木根尚登のアルバム)
『R3』（アールスリー）は、2021年12月31日に発売された木根尚登の10枚目のミニ・アルバム。発売元はイロアス・コーポレーション。

## 概要
前作「R2」から1年ぶりのリリース。
「木根の遊ビートシリーズ」第3弾。
収録曲「Rainy day」は高校時代の作品。
BONUS TRACK収録「未来は僕らを待っている」は、木根の母校立川市立第六小学校の創立70周年を記念して同校音楽室で制作。
2021年12月31日、大晦日開催の公開レコーディングを伴うライブ会場で発売
事前にネット通販でも販売、12月20日より発送。

## 収録曲
作曲：木根尚登
1. 斎藤くんの詩
  - 作詞：斎藤健一　編曲：岡田ユミ
2. Rainy day
  - 作詞：れんが坂46　編曲：岡田ユミ
3. くじらのクーちゃん
  - 作詞：木根尚登　編曲：吉田ゐさお
4. ひとひれの雲
  - 作詞：木根尚登　編曲：岡田ユミ
5. 彼方より
  - 作詞：青木高貴　編曲：吉田ゐさお
6. 未来は僕らを待っている BONUS TRACK
  - 作詞：木根尚登